# Dolinsk
Dolinsk (in russo Долинск?) è una cittadina dell'Estremo Oriente Russo, nell'Oblast' di Sachalin; è il capoluogo del Dolinskij rajon. Sorge nell'ampia valle del fiume Najba e dei suoi affluenti di destra, a pochi chilometri di distanza dal capoluogo Južno-Sachalinsk, sulle coste del mare di Ochotsk.
La cittadina venne fondata nel 1884 con il nome di Galkino-Vrasskoe (in russo Галкино-Врасское?); nel periodo 1905-1945 appartenne all'Impero del Giappone con il nome di Ochiai, dopo di che ritornò sotto la piena sovranità russa venendo ribattezzata con il nome attuale e ricevendo lo status di città (1946).

## Società

### Evoluzione demografica
Fonte: mojgorod.ru
- 1959: 14.800
- 1979: 14.800
- 1989: 15.700
- 2002: 12.555
- 2006: 11.700
- 2017: 11.708